# Concord (Míchigan)
Concord es una villa ubicada en el condado de Jackson en el estado estadounidense de Míchigan. En el Censo de 2010 tenía una población de 1050 habitantes y una densidad poblacional de 249,79 personas por km².

## Geografía
Concord se encuentra ubicada en las coordenadas 42°10′37″N 84°38′44″O / 42.17694, -84.64556. Según la Oficina del Censo de los Estados Unidos, Concord tiene una superficie total de 4.2 km², de la cual 3.88 km² corresponden a tierra firme y (7.64%) 0.32 km² es agua.

## Demografía
Según el censo de 2010, había 1050 personas residiendo en Concord. La densidad de población era de 249,79 hab./km². De los 1050 habitantes, Concord estaba compuesto por el 99.05% blancos, el 0.29% eran afroamericanos, el 0.1% eran amerindios, el 0.1% eran asiáticos, el 0% eran isleños del Pacífico, el 0.1% eran de otras razas y el 0.38% pertenecían a dos o más razas. Del total de la población el 1.81% eran hispanos o latinos de cualquier raza.